# Зеф, Лео
Лео Зеф (англ. Leo Zeff, 14 мая 1912 — 13 апреля 1988) — американский психолог и психотерапевт из Окленда (штат Калифорния, США). Был другом Александра Шульгина.
Имел звание Lieutenant Colonel (подполковник), когда служил в армии.
Лео Зеф был поражён терапевтическим потенциалом MDMA и с энтузиазмом начал использовать его на практике в 1977 году. Доктор Зеф способствовал распространению информации об открытии в среде психотерапевтов, особенно холистической и Нью Эйдж-направленности, близких к Институту Эсален. Постепенно MDMA начал использоваться всё шире и шире как препарат, повышающий эффективность сеансов психотерапии, в особенности при консультировании семейных пар и разрешении семейных проблем и конфликтов:58.
Зеф дал MDMA название «Адам», исходя из его «способности возвращать субъекта в состояние невинности, предшествовавшее возникновению чувства вины, стыда и собственной недооценки». Шульгин считал, что с открытием MDMA он близок к достижению цели в поиске идеального психотерапевтического средства: диапазон предлагаемых различными психологами и психиатрами применений MDMA сильно напоминал предлагавшийся Фрейдом изначально для кокаина и включал в себя практически любые психологические затруднения:21.